# Chrysochloridae
Chrysochloridae là một họ động vật có vú trong bộ Afrosoricida. Họ này được Gray miêu tả năm 1825.

## Hình ảnh

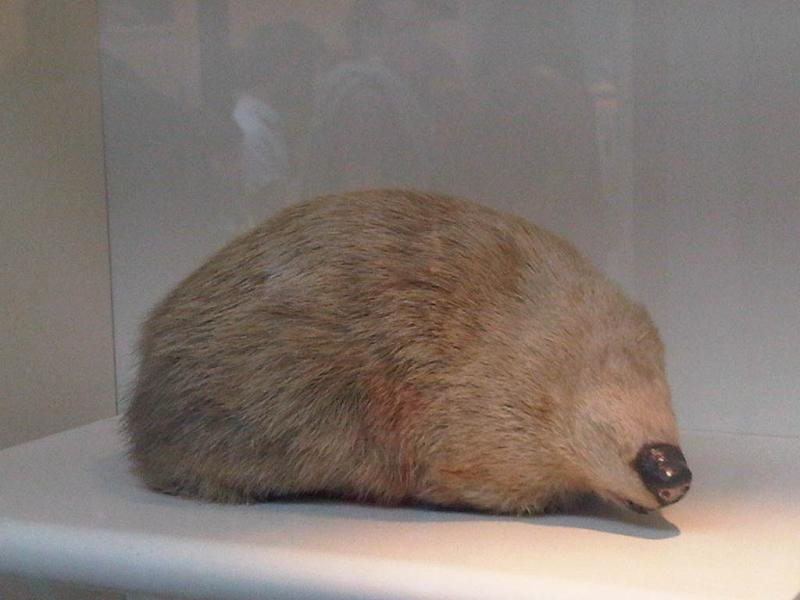